# Anthology: Through the Years
Anthology: Through the Years é um álbum duplo de compilação com o melhor de Tom Petty and the Heartbreakers. Ele contém uma música inédita, "Surrender", escrita por Petty em 1976 e gravada durante as sessões do primeiro álbum da banda, mas que não entrou no primeiro disco, gravou novamente em 1979, mas também não entrou em "Damn The Torpedoes", e finalmente gravou novamente em 2000 para esta coletânea. "Surrender" é também a última gravação em estúdio de Howie Epstein antes de sua morte em 2003. A versão de 1976 da música foi incluída no box de 2018 An American Treasure. 
Anthology: Through the Years foi lançado em 31 de outubro de 2000, estreou no nº 132, que marcaria o menor posicionamento de gráfico no Billboard 200 para a banda. No entanto, em novembro de 2006, o álbum foi certificado em ouro (equivalente a 500.000 cópias vendidas) pela RIAA. Atingiu um novo pico de número 32 na Billboard 200 após a morte de Petty em 2017.

## Lista de músicas
Todas as músicas foram escritas por Tom Petty, exceto onde indicado. 

### Disco um
1. "Breakdown" (Tom Petty and the Heartbreakers, 1976) - 2:42
2. "American Girl" (Tom Petty and the Heartbreakers) - 3:30
3. "Hometown Blues" (Tom Petty and the Heartbreakers) - 2:11
4. "The Wild One, Forever" (Tom Petty and the Heartbreakers) - 3:03
5. "I Need to Know" (You're Gonna Get It!, 1978) - 2:24
6. "Listen to her Heart" (You're Gonna Get It!) - 3:01
7. "Too Much Ain't Enough" (You're Gonna Get It!) - 2:56
8. "Refugee" (Petty, Mike Campbell ) (Damn the Torpedoes, 1979) - 3:21
9. "Here Comes My Girl" (Petty, Campbell) (Damn the Torpedoes ) - 4:33
10. "Don't Do Me Like That" (Damn the Torpedoes) - 2:44
11. "Even the Losers" (Damn the Torpedoes) - 4:00
12. "The Waiting" (Hard Promises, 1981) - 4:00
13. "A Woman in Love (It's Not Me)" (Petty, Campbell) (Hard Promises) - 4:22
14. "Stop Draggin 'My Heart Around" (com Stevie Nicks ) (Petty, Campbell) (do álbum de Nicks, Bella Donna, 1981) - 4:04
15. "You Got Lucky" (Petty, Campbell) (Long After Dark, 1982) - 3:37
16. "Straight into Darkness" (Long After Dark) - 3:49
17. "Change of Heart" (Long After Dark) - 3:18

### Disco dois
1. "Rebels" (Southern Accents, 1985) - 5:20
2. "Don't Come Around Here No More" (Petty, David A. Stewart) (Southern Accents) - 5:06
3. "The Best of Everything" (Southern Accents) - 4:03
4. "So You Want to Be a Rock 'n' Roll Star" (Roger McGuinn, Chris Hillman) (Pack Up the Plantation: Live!, 1985) - 3:38
5. "Jammin 'Me" (Petty, Campbell, Bob Dylan ) (de Let Me Up (I've Had Enough), 1987) - 4:08
6. "It'll All Work Out" (Let Me Up (I've Had Enough)) - 3:12
7. "Love Is a Long Road" (Petty, Campbell) (Full Moon Fever, 1989) - 4:06
8. "Free Fallin ' " (Petty, Jeff Lynne) (Full Moon Fever) - 4:14
9. "Yer So Bad" (Petty, Lynne) (Full Moon Fever) - 3:05
10. "I Won't Back Down" (Petty, Lynne) (Full Moon Fever) - 2:56
11. "Runnin' " (Petty, Campbell, Lynne) (Full Moon Fever) - 4:23
12. "Learning to Fly" (Petty, Lynne) (Into the Great Wide Open, 1991) - 4:03
13. "Into the Great Wide Open" (Petty, Lynne) (Into the Great Wide Open) - 3:44
14. "Two Gunslingers" (Into the Great Wide Open) - 3:10
15. "Mary Jane's Last Dance" (Greatest Hits, 1993) - 4:32
16. "Waiting for Tonight" (de Playback, 1995) - 3:31
17. "Surrender" (música inédita, 2000) - 2:54

## Pessoal
Tom Petty and the Heartbreakers
- Ron Blair - baixo, violoncelo (faixas 1–12 no disco 1)
- Mike Campbell - guitarra, baixo, bandolim, koto
- Howie Epstein - baixo, vocal de apoio
- Steve Ferrone - bateria em "Surrender"
- Stan Lynch - bateria, percussão, backing vocal, exceto em "Surrender"
- Tom Petty - vocais, guitarra rítmica, gaita, percussão
- Benmont Tench - piano, teclados, backing vocals
- Scott Thurston - guitarra e vocais de apoio em "Surrender"

Pessoal adicional
- Phil Seymour - vocal de apoio em "Breakdown" e "American Girl"
- Randall Marsh - bateria em "Hometown Blues"
- Duck Dunn - baixo em "Hometown Blues", "A Woman in Love (It's Not Me)" e "Stop Draggin 'My Heart Around"
- Stevie Nicks - vocal e vocal de apoio em "Stop Draggin 'My Heart Around"
- Jim Keltner - shaker e pandeiro em "Refugee", percussão em "The Best Of Everything", bateria e percussão em "Love Is a Long Road"
- Phil Jones - percussão (faixas 9 a 17 no disco 1), bateria e percussão (faixas 7 a 11 no disco 2)
- John Berry Jr., Dick Braun, Jim Colie, William Bergman, Kurt McGettrick, Molly Duncan, Dave Plews - buzinas em "Rebels"
- Bobbye Hall - pandeiro em "Rebeldes"
- Dean Garcia - baixo de introdução em "Don't Come Around Here No More"
- Daniel Rothmuller - violoncelo em "Don't Come Around Here No More
- Alan Weidel - piano para cães selvagens em "Don't Come Around Here No More"
- Stephanie Spruill, Sharon Celani e Marilyn Martin - vocal de apoio em "Don't Come Around Here No More"
- Dave Stewart - cítara elétrica, sintetizador e backing vocal em "Don't Come Around Here No More"
- Garth Hudson - órgão de "O Melhor de Tudo"
- Richard Manuel - vocal de apoio em "O Melhor de Tudo"
- Gary Chang - sintetizador em "O Melhor de Tudo"
- Jerry Hey - maestro e arranjador de cornetas em "The Best Of Everything"
- Lee Thornburg - trompete em "Então você quer ser uma estrela do rock 'n' roll"
- Carroll Sue Hill - vocal e percussão de apoio em "Então você quer ser uma estrela do rock 'n' roll"
- Jeff Lynne - baixo, guitarra, sintetizador de guitarra, piano, teclados, vocais de fundo (faixas 7 a 14 no disco 2)
- George Harrison - violão e vocais de apoio em "I Won't Back Down"
- Richard Tandy - sintetizador ou "Two Gunslingers"
- Chris Trujillo - percussão em "A Última Dança de Mary Jane"
- The Bangles - vocal de apoio em "Waiting for Tonight"
- George Drakoulias - percussão em "Waiting For Tonight"
- Lenny Castro - percussão em "Surrender"